# Cayenne-Ratte
Die Cayenne-Ratte (Proechimys guyannensis, Syn.: Proechimys cayennensis Desmarest, 1817 und Proechimys warreni Thomas, 1905) ist eine in Südamerika lebende Nagetierart aus der Familie der Stachelratten (Echimyidae; auch Lanzenratten oder Igelratten genannt).
Das Verbreitungsgebiet umfasst Venezuela, Guyana, Suriname, Französisch-Guayana und Brasilien, wo sie bis in 500 m Höhe vorkommt. Sie ist häufig in Sumpfgebieten am unteren Amazonas, insbesondere bei Belém (Pará) anzutreffen. Die Cayenne-Ratte ist wohlschmeckend, einfach in Gefangenschaft zu halten und wird in Kolumbien gegessen.

## Beschreibung
Sie ist sehr hochbeinig, dem Aguti ähnlich und kann den langen Schwanz, ähnlich den Eidechsen, bei Verfolgung abwerfen, allerdings wächst er nicht nach. Der Schwanz bricht am ersten Schwanzwirbel, so dass die schwanzlosen Cayenne-Ratten manchmal für eine andere Art gehalten werden.

## Lebensweise
Die nachtaktiven, in Erdlöchern oder ausgehöhlten Baumstämmen lebenden Tiere ernähren sich vegetarisch, hauptsächlich von Samen, Früchten und Pilzen. Die Weibchen sind mit 146 Tagen Geschlechtsreif. Die Jungen sind bei Geburt schon sehr weit entwickelt, sehend und fressen schon am dritten Tag selbst. Das neonatale Gewicht beträgt 24,7 g, die Säugezeit reicht bis zu 21–35 Tage.
In der Natur erreichen die Tiere ein Alter von 1,7, in Gefangenschaftshaltung ein Alter von 3,5 Jahren.

## Unterarten
Es werden sechs Unterarten anerkannt:
- Proechimys guyannensis guyannensis
- Proechimys guyannensis arabupu
- Proechimys guyannensis arescens
- Proechimys guyannensis cherriei
- Proechimys guyannensis riparum
- Proechimys guyannensis vacillator